# Hans Karl Rupp

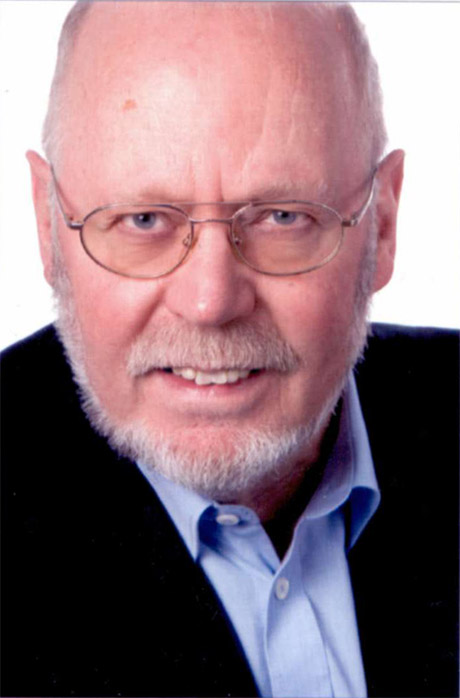
Hans Karl Rupp (2013)

Hans Karl Rupp (* 25. Dezember 1940 in Heilbronn) ist ein deutscher Zeitgeschichtler und Politikwissenschaftler.

## Leben
Nach dem Abitur am Goethe-Gymnasium Karlsruhe 1959 begann Hans Karl Rupp sein Studium der Germanistik, Geschichtswissenschaft und Politischen Wissenschaft an der Universität Heidelberg und wechselte zum Sommersemester 1960 an die Universität Bonn, wo er 1962 das Philosophikum ablegte.
Nach seiner Wehrdienstverweigerung 1961 arbeitete er im „Internationalen studentischen Arbeitskreis der Kriegsdienstgegner“ mit und danach im Zentralen Ausschuss des Ostermarsches. Inspiriert durch die Interpretation des Godesberger Programms des aus der SPD ausgeschlossenen Heinz Joachim Heydorn versuchte er, in der Herbert-Wehner-SPD heimisch zu werden. Dies gelang ihm aber erst in der Ära Willy Brandt. 1976 wurde er Gründungsmitglied eines SPD-Ortsvereins.
1969 promovierte er im Fach Politische Wissenschaft mit einer Dissertation über die Bewegung gegen Atomrüstung in der Bundesrepublik bei Karl Dietrich Bracher. 1969–1970 und 1970–1972 arbeitete er an der Pädagogischen Hochschule Rheinland, Abteilung Wuppertal und an der Universität Heidelberg als Wissenschaftlicher Assistent. 1972 wurde er auf eine Professur für Wissenschaftliche Politik an die Universität Marburg berufen. Hier lehrte er – mit einer Unterbrechung – bis 2006.
1978 publizierte er auf Anregung des Kohlhammer-Verlags Stuttgart eine erste Politische Geschichte der Bundesrepublik Deutschland. Diese von der Historikerzunft polemisch aufgenommene Arbeit war der Versuch, die Bundesrepublik und ihre Entwicklung als Antwort auf den Nationalsozialismus zu interpretieren – im kritischen Licht der Postulate des Grundgesetzes – und nicht als Teil einer nationalen Kontinuität. 1982, 1999 und 2009 erschien jeweils eine aktualisierte Auflage.
Weitere Arbeits- und Publikationsfelder von Rupp waren und sind: Anfänge der Politikwissenschaft in Deutschland, Aufarbeitung der NS-Vergangenheit, Veränderung der Politik durch Neue Soziale Bewegungen. Er ist Herausgeber der Buchreihe Texte zu Politik und Zeitgeschichte.
1997 und 2006/07 nahm Rupp an der Dokkyō-Universität in Saitama/Japan eine Gastprofessur im Fach „German Studies“ wahr.

## Schriften (Auswahl)
- Außerparlamentarische Opposition in der Ära Adenauer. Köln 1970 (3. Auflage. 1984, ISBN 3-7609-0548-X).
- Politische Geschichte der Bundesrepublik Deutschland. Stuttgart 1978/1982. (München/Wien 1999 und 2009, ISBN 978-3-486-59024-1) (japanische Ausgaben Tokyo 1986 und 2000).
- mit Karl A. Otto, Joachim Perels u. a.: Die andere Bundesrepublik. Marburg 1980, ISBN 3-922140-08-4.
- mit Dieter Bänsch u. a.: Die fünfziger Jahre. Tübingen 1985, ISBN 3-87808-725-X.
- mit Thomas Noetzel: Macht, Freiheit, Demokratie. Anfänge der westdeutschen Politikwissenschaft. 2 Bände. Marburg 1991, ISBN 3-924800-87-1.
- mit Rainer Eisfeld, Michael Th. Greven: Political Science and Regime Change in 20th Century Germany. Commack, New York 1996.
- Zukunft der Demokratie in Deutschland. Festschrift zum 60. Geburtstag, hrsg. v. Andrea Gourd und Thomas Noetzel, Opladen 2001.
- Politik nach Auschwitz. Münster 2005, ISBN 3-8258-7129-0.

Beiträge
- Heinz-Gerd Hofschen, Erich Ott: Die SPD im Widerspruch. Köln 1975, ISBN 3-7609-0166-2.
- Kampf dem Atomtod und SPD. In: Neue Gesellschaft. 1982.
- Die SPD – Staatspartei und demokratische Bewegungspartei. In: Dirk Berg-Schlosser, Thomas Noetzel (Hrsg.): Parteien und Wahlen in Hessen. Marburg 1994, ISBN 3-89472-087-5.
- mit Rainer Eisfeld, Michael Th. Greven: Political Science and Regime Change in 20th Century Germany. Commack, New York 1996.
- mit Andrea Gourd, Wolfgang Hecker: Auf dem Weg zur Telekratie? UVK-Medien, Konstanz 2017, ISBN 3-89669-213-5.